# Levon Helm

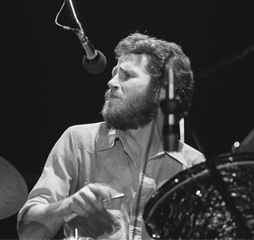
Levon Helm in 1976

Mark Lavon (Levon) Helm (Marvell (Arkansas), 26 mei 1940 – New York, 19 april 2012) was een Amerikaanse drummer, multi-instrumentalist en rockzanger, die deel uitmaakte van The Band, een Canadees-Amerikaanse rockband.
Op de in 2019 door het tijdschrift Rolling Stone gepubliceerde ranglijst van 100 beste drummers in de geschiedenis van de popmuziek kreeg Levon Helm de 22e plaats toegekend.

## Biografie

### The Hawks
Helm groeide op in de staat Arkansas en trad op achttienjarige leeftijd toe tot de begeleidingsband van Ronnie Hawkins, The Hawks. Met deze band verhuisde hij in 1959 naar Toronto, waar Helm en Hawkins de latere medeleden van The Band (Robbie Robertson, Richard Manuel, Rick Danko en Garth Hudson) opnamen in The Hawks. Uit verschillende namen die de groep koos nadat zij in 1964 bij Hawkins weg waren gegaan (Levon and the Hawks, The Levon Helm Sextet) valt op te maken dat hij een leidende rol speelde. Later claimde Robbie Robertson min of meer het (informele) leiderschap. Met hem was Helm vele jaren niet "on speaking terms", maar toen Robertson hem op zijn sterfbed bezocht, kwam een verzoening tot stand.

### The Band
Helm en Robertson ontmoetten Bob Dylan en gingen met hem optreden. Later werden The Hawks zijn vaste begeleidingsgroep. In 1967 namen zij in Woodstock met hem de beroemde Basement Tapes op. Levon Helm, die The Hawks enige tijd verlaten had, voegde zich daar weer bij hen. In 1968 begon de groep, die inmiddels in The Band was omgedoopt, aan een succesvolle eigen carrière. Van hun albums behoren enkele, zoals Music from Big Pink (1968), The Band (1969) en Stage Fright (1970) tot de klassiekers in de Amerikaanse rockhistorie. Helms karakteristieke stemgeluid met zuidelijke tongval is prominent te horen in beroemd geworden songs als The Weight, Rag Mama Rag, The Night They Drove Old Dixie Down en Up On Cripple Creek. Later zorgde een creatieve dip voor minder geïnspireerde resultaten. Uiteindelijk werd de carrière van The Band als vijfmansgroep in 1976 afgesloten met een groots afscheidsconcert in San Francisco, verfilmd door Martin Scorsese en beroemd geworden als The Last Waltz.

### Solo
Na het afscheid van The Band in 1976 nam Levon Helm diverse soloalbums op (onder meer American Son) met overwegend coverversies van bestaand country- en rockrepertoire. Ook speelde hij enkele filmrollen. Hij had succes in 1980 als de vader van countryster Loretta Lynn, gespeeld door Sissy Spacek, in de biografische speelfilm Coal Miner's Daughter van regisseur Michael Apted. In 1984 speelden Jane Fonda en hij een echtpaar in de ABC-televisiefilm The Dollmaker.

### Opnieuw The Band

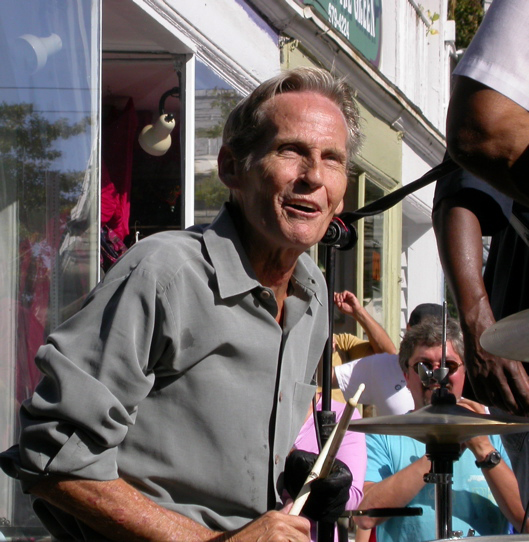
Levon Helm in 2004

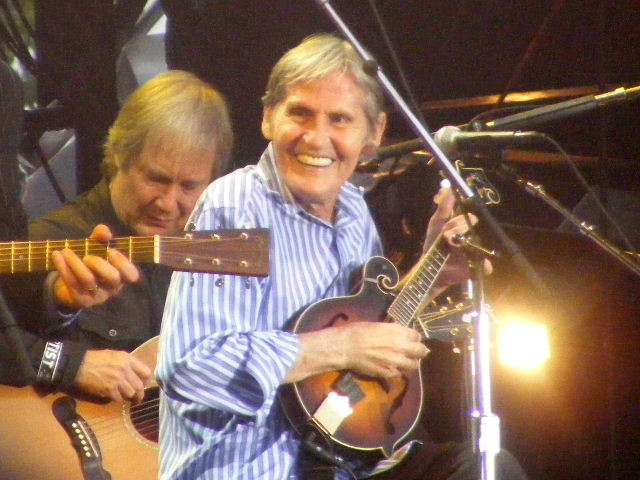
Levon Helm in 2009 - achter hem gitarist Jim Weider

In de jaren 80 begon hij met zijn vroegere mede-Bandleden Danko, Hudson en Manuel, dus zonder Robertson, maar aangevuld met The Cate Brothers, weer op te treden onder de naam The Band. Hoewel ook deze "reunited Band" geen echte leider had, was Levon Helm duidelijk de motor van de groep. Zij speelden overwegend het oude repertoire, aangevuld met een aantal klassiekers uit de rock-, country- en bluesmuziek. In 1986 kreeg The Band een terugslag toen Richard Manuel zelfmoord pleegde. Helm, Danko en Hudson namen met enkele andere muzikanten (gitarist Jim Weider, drummer Randy Ciarlante en pianist Richard Bell) in de jaren 90 nog drie albums op als The Band. Het materiaal bestond deels uit nieuw werk, gecomponeerd door vrienden van de Band-leden, en deels uit coverversies. Aan deze periode kwam een einde toen Rick Danko in 1999 stierf.

### Laatste jaren
Helm bleef muziek maken, vooral blues en countrymuziek, onder meer met Levon Helm and the Barn Burners. Ook trad hij regelmatig op met zijn dochter, de zangeres Amy Helm. In zijn eigen geluidsstudio in Woodstock trok hij veel publiek met live optredens onder de naam The Midnight Ramble Sessions.
In 1999 werd bij Helm keelkanker ontdekt, die in 2005 acuut werd. Na behandeling genas hij hiervan. In 2007 bracht hij Dirt Farmer uit, waarop hij bewees dat hij zijn karakteristieke stemgeluid niet verloren had. Voor dit album ontving hij in 2008 een Grammy Award in de categorie Best Traditional Folk Album. De opvolger Electric Dirt (2009) vormde een verdere ontwikkeling in zijn typerende "down to earth" benadering van folkmuziek. Ook dit album werd bekroond met een Grammy Award, in de categorie Best Americana Album, op 31 januari 2010. In dezelfde categorie won hij in 2011 een derde Grammy voor het live-album Ramble at the Ryman. Ondertussen had de Americana Music Association hem in 2003 de 'Lifetime Achievement Award for performance' uitgereikt en in 2008 de 'Artist of the Year Award'. 
In het voorjaar van 2012 bleek de ziekte waarvan Helm eerder genezen leek, te zijn teruggekomen. Op 17 april 2012 deelde zijn familie mee dat hij bezig was aan de "laatste stadia van zijn gevecht met kanker". Helm overleed op 19 april rond 13:30 in het Memorial Sloan-Kettering Cancer Center in New York.

## Toast to Freedom
Kort voor zijn dood leverde Levon Helm een belangrijke bijdrage aan Toast to Freedom, het herdenkingslied ter gelegenheid van het 50-jarig jubileum van Amnesty International. Hij is op drums te zien en te horen, maar vooral stelde hij zijn studio "The Barn" in Woodstock ter beschikking voor de opname. Ook wist hij een groot aantal bevriende muzikanten voor het project te interesseren. Aan het lied werd uiteindelijk meegewerkt door bijna 50 artiesten van over de gehele wereld, onder wie Angélique Kidjo, Axelle Red, Arno, Carly Simon, Christophe Willem, David D'Or, Donald Fagen, Eric Burdon, Ewan McGregor, Gentleman, Jane Birkin, Kris Kristofferson, Marianne Faithfull, Taj Mahal, Warren Haynes en Helms dochter Amy. Toen het lied op 3 mei 2012 wereldwijd werd uitgebracht, was Helm al overleden. In een aan hem gewijde persverklaring liet Amnesty International weten dat Toast to Freedom in zekere zin ook een Toast to Levon was geworden. De makers en producers van het lied, Larry Campbell en Carl Carlton, noemden Helm hun grootste inspiratiebron.

## Solo-albums
- Levon Helm & The RCO All-Stars, ABC, 1977
- Levon Helm Live At The Palladium NYC New Years Eve 1977, 2007 (live)
- Levon Helm, ABC, 1978
- American Son, MCA, 1980
- Levon Helm, Capitol, 1982
- Souvenir, Woodstock, 1997
- The Ties That Bind (verzamelalbum), Raven, 1999
- Midnight Ramble Music Sessions Vol. 1, 2004 (CD + DVD)
- Midnight Ramble Music Sessions Vol. 2, 2006
- Dirt Farmer, Vanguard, 2007
- Electric Dirt, Dirt Farmer Music / Vanguard, 2009
- Ramble At The Ryman, Vanguard, 2011 (live)